# Sebastian Piersig
Sebastian Piersig (* 28. Mai 1984 in Spremberg) ist ein ehemaliger deutscher Kanuslalomfahrer. Er fuhr von 1997 bis zum Karriereende 2010 mit Felix Michel im Zweier-Canadier.
Sebastian Piersig war seit 2004 Sportsoldat und startete für die SG Einheit Spremberg, wo er von Armin Kießlich trainiert wurde. Er betrieb den Sport seit 1994, seit 1997 fuhr er im Canadier. 2001 gewann er bei der Junioren-Europameisterschaft die Goldmedaille mit der Mannschaft. Ein Jahr später gewann er doppeltes Gold, sowohl mit der Mannschaft als auch im Zweier. 2004 konnte er bei der U23-Europameisterschaft Zweier-Bronze gewinnen, 2005 Bronze und 2006 Silber mit der Mannschaft. Seit 2006 feiert er auch Erfolge im Herrenbereich. Sowohl 2006 als auch 2007 konnte er Mannschaftsgold bei der Europameisterschaft gewinnen, 2007 bei der Weltmeisterschaft Mannschafts-Silber. 2007 wurde er mit Michel Deutscher Meister. Das Doppel belegte bei den Olympischen Spielen 2008 in Peking den sechsten Platz.